# Lespedeza cuneata
Lespedeza cuneata är en ärtväxtart. Lespedeza cuneata ingår i släktet Lespedeza och familjen ärtväxter.

## Underarter
Arten delas in i följande underarter:
- L. c. cuneata
- L. c. serpens

## Bildgalleri

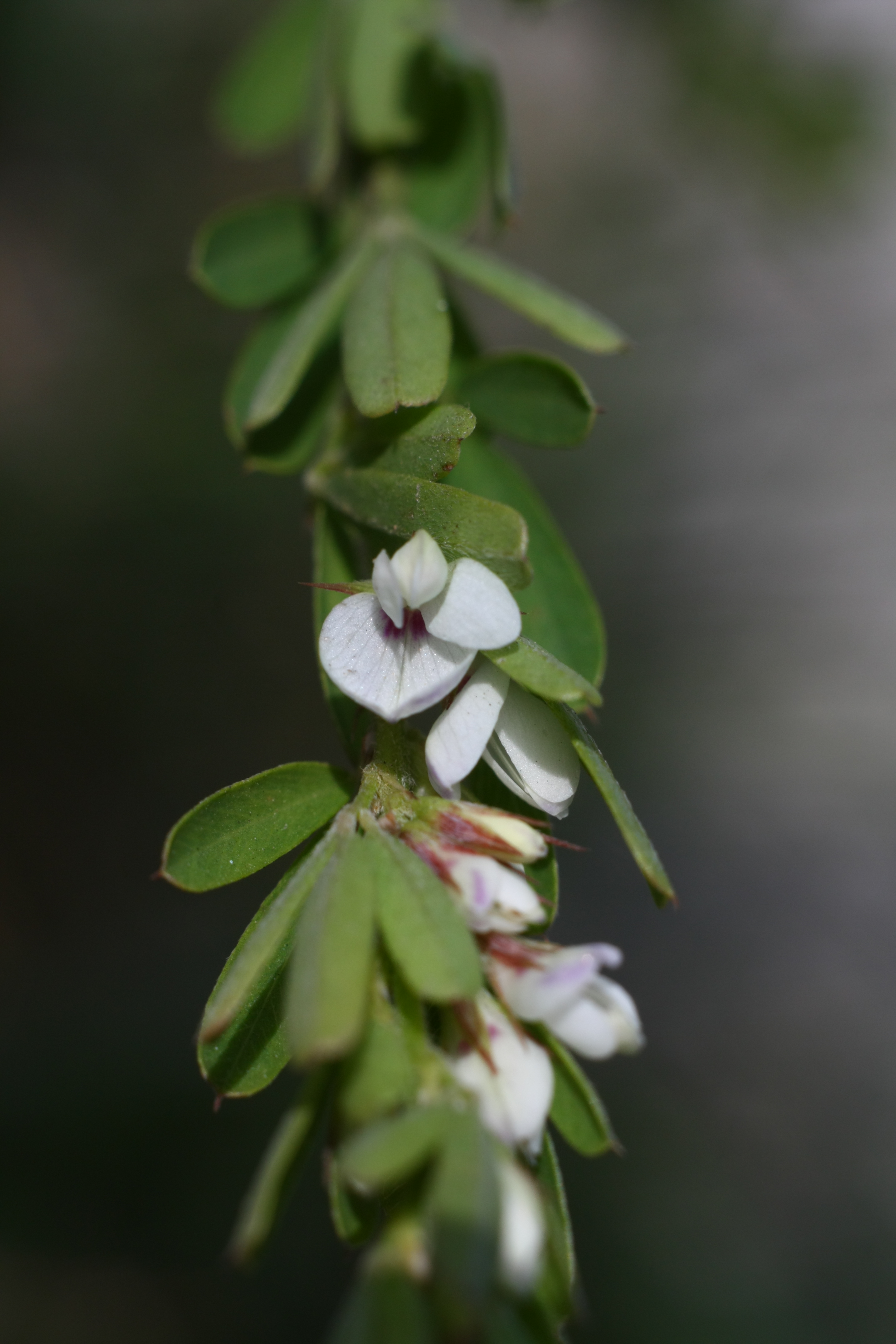
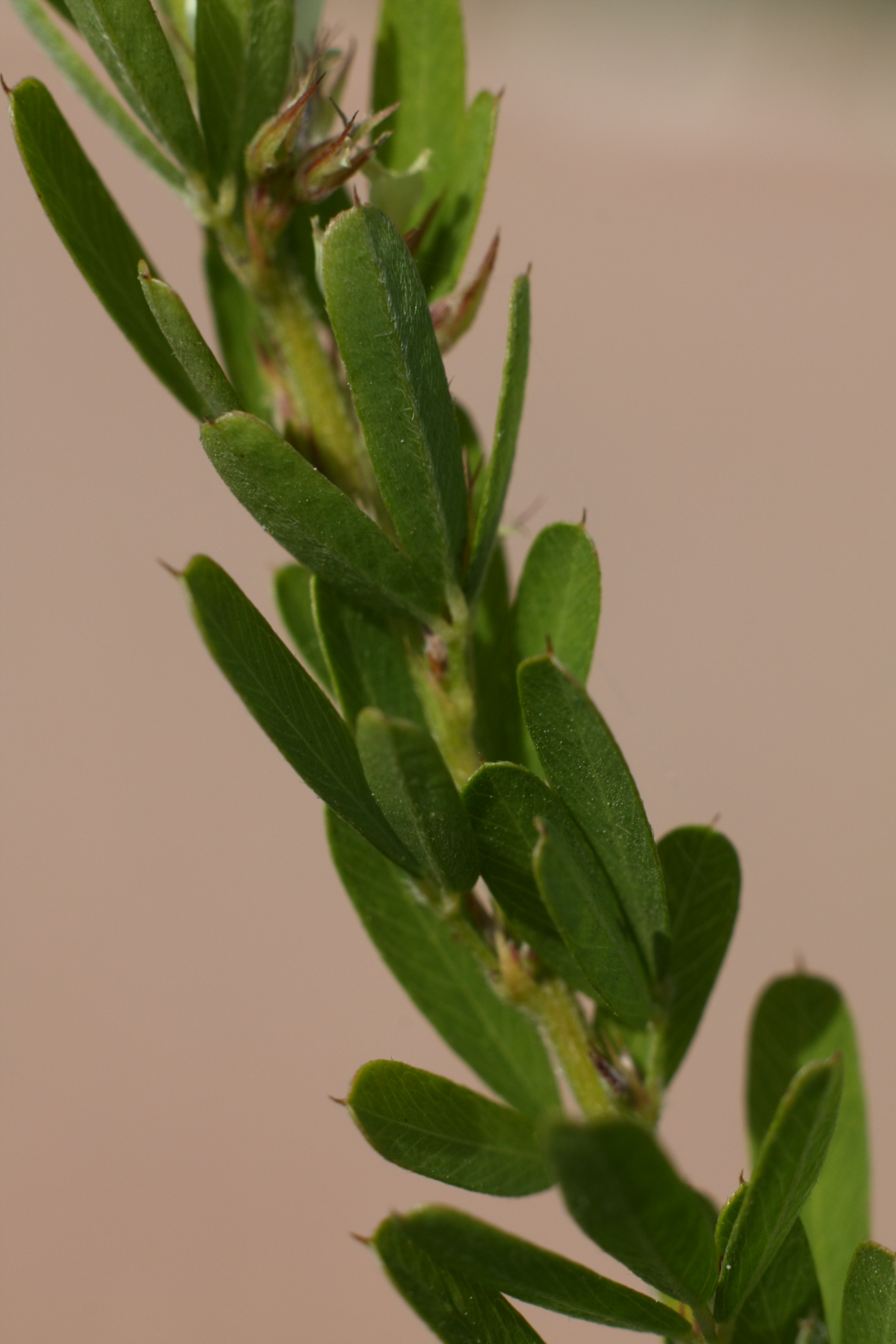
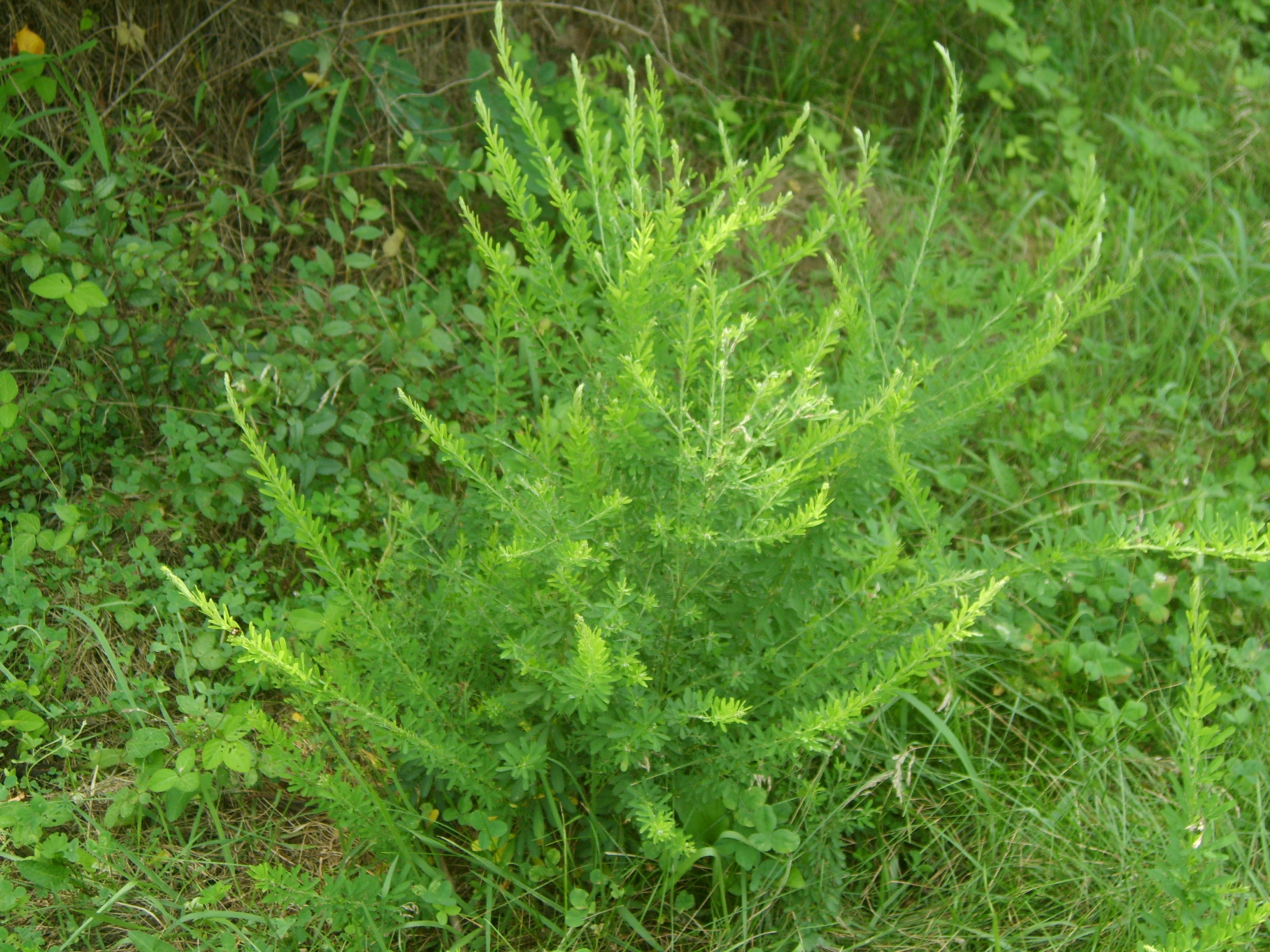
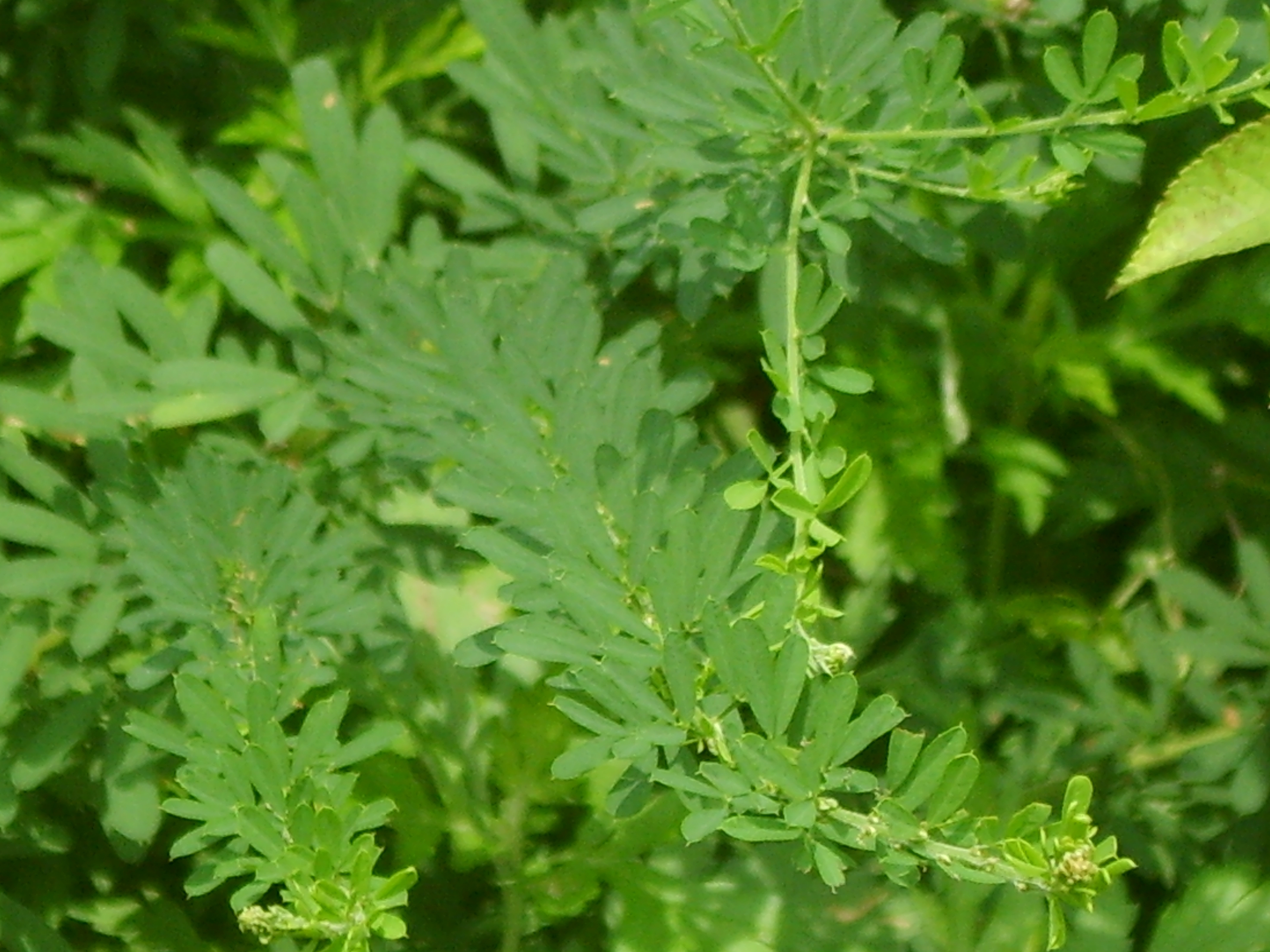
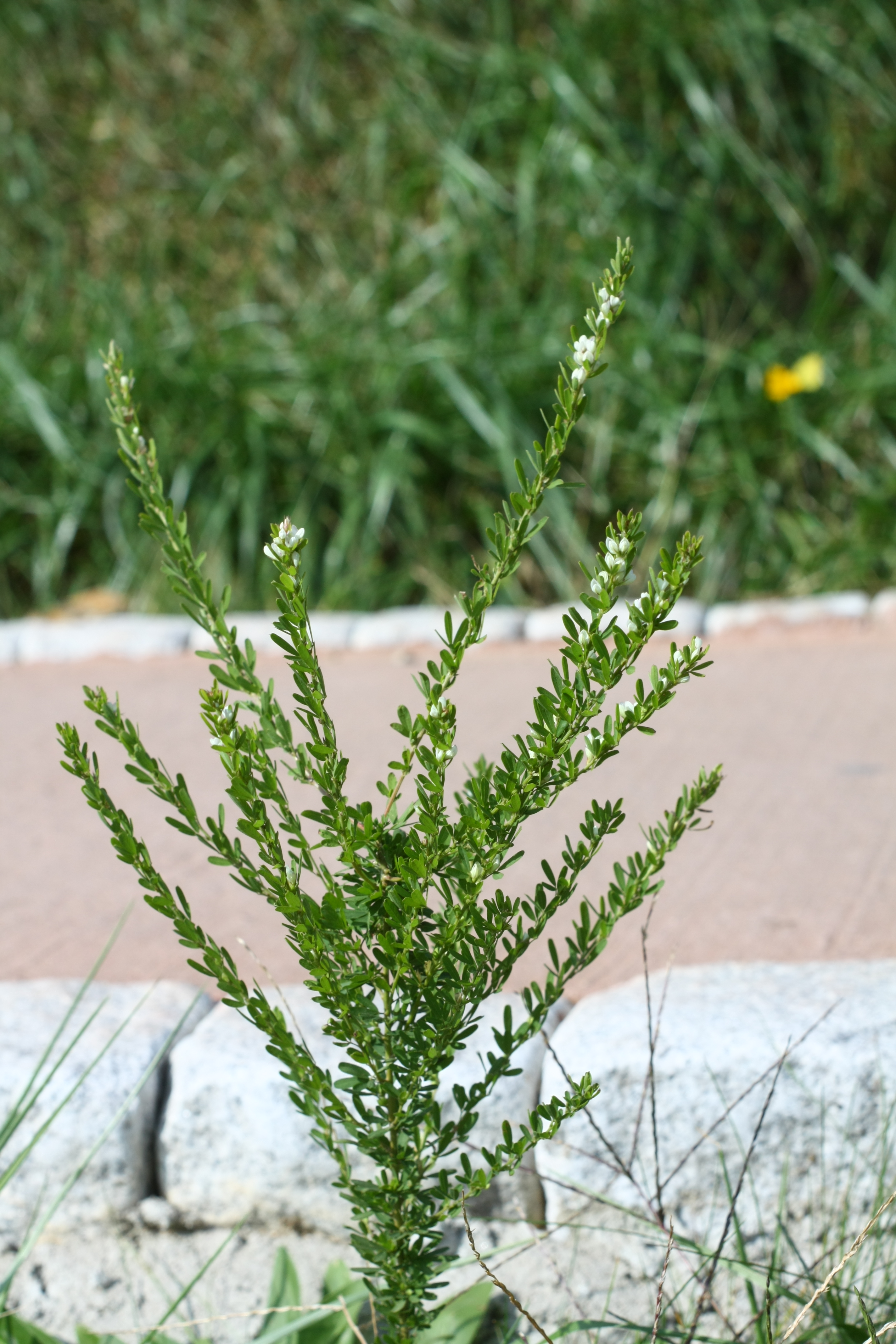
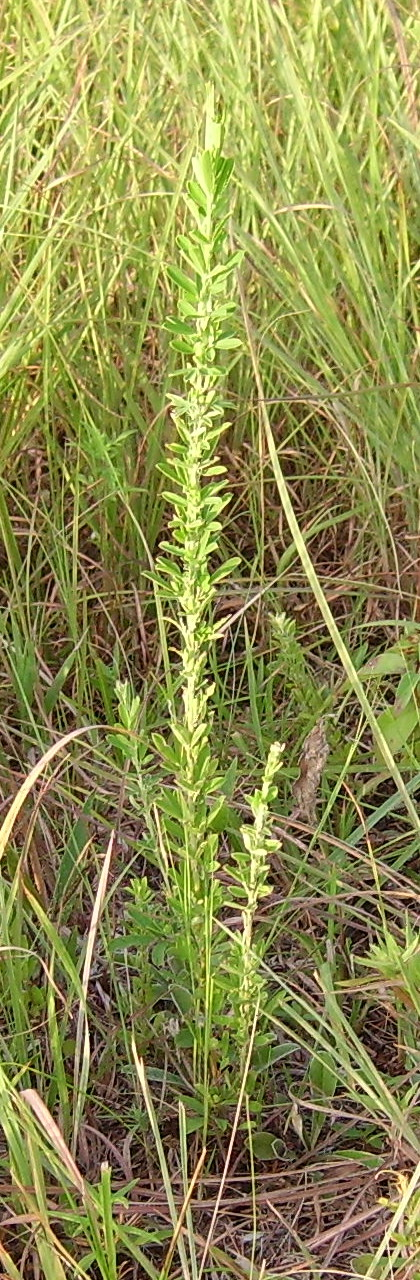